# Acalitus taurangensis
Acalitus taurangensis är en spindeldjursart som först beskrevs av David C.M. Manson 1965.  Acalitus taurangensis ingår i släktet Acalitus och familjen Eriophyidae. Inga underarter finns listade i Catalogue of Life.